# Zamek w Majkowicach
Zamek w Majkowicach – ruiny dworu obronnego określanego też niekiedy mianem zamku wybudowanego w Majkowicach w pierwszej połowie XVI wieku jako rezydencja obronna szlacheckiego rodu Majkowskich. Dwór rozbudowywany w XVI i XVII wieku, został zniszczony przez wojska szwedzkie w roku 1702.

## Historia
Majkowice założył przypuszczalnie Mojek z rodu Nagodziców herbu Jelita. Był to ojciec Jakuba i dziadek Stanisława i Tobiesława wzmiankowanych w 1315 roku. W XIV wieku właścicielem miejscowych dóbr był Żegota z Majkowic, chorąży ziemi sieradzkiej, a następnie jego synowie Florian i Żegota, z których ten drugi po sądowym podziale w 1410 roku otrzymał Majkowice. Następnie właścicielem był Mikołaj wymieniony w 1451 roku oraz Jan Żegota z Majkowic wymieniony w 1473 roku. W 1542 roku w dokumentach wymieniony został Stanisław Majkowski z Majkowic, kasztelan rozpierski. W 1572 roku doszło do podziału dóbr, a w 1604 oku jako dziedziców Majkowic wymienieni zostali bracia Marcin i Stefan Zakrzewscy vel Zakrzowscy, synowie Stefana. W 1584 roku wg relacji Paprockiego zamek w Majkowicach był zniszczony, jednak nie jest jasne czy ówczesny zamek mieścił się w miejscu dzisiejszych ruin renesansowego dworu. Być może zamek ten należy raczej identyfikować z zamkiem Surdęga nad samym brzegiem Pilicy wzmiankowanym w 1491 roku. W 1619 roku jako właściciel wymieniony został Jakub Mierski, syn Stanisława. W 1634 roku jako właściciel wymieniony jest Jan Wyżycki, a w 1634 Adriana i Stanisława Wyżyckich. Ten drugi w 1686 roku sprzedał Majkowice i Faliszew wojskiemu sieradzkiemu Franciszkowi Małachowskiemu. Następnymi właścicielami byli: Stanisław Małachowski (1692), Józef Małachowski (1694–1715) – który przeprowadził remont i zbudował skarpy. Przypuszczalnie około 1702 roku zameczek mógł zostać częściowo zniszczony podczas Wielkiej Wojny Północnej i później go już nie użytkowano. Kolejnymi właścicielami byli Marianna Małachowska (1717–1727), Adam Małachowski (1733–1766), który w 1752 roku zastawił dobra Antoniemu na Potoku Potockiemu, a sam przypuszczalnie mieszkał w nieodległym zameczku w Bąkowej Górze.
W 1798 roku wojewoda krakowski Piotr Małachowski zapisał testamentem Majkowice wraz z kluczem bąkogórskim Józefowi i Romanowi Michałowskim. Spadkobiercy Romana sprzedali Majkowice w 1829 roku Władysławowi hrabiemu Ostrowskiemu. W 1834 roku zaborczy rząd rosyjski po Powstaniu listopadowym skonfiskował dobra Ostrowskiego, będącego jednym z inicjatorów detronizacji Mikołaja I. W XX wieku właścicielami dóbr byli Potoccy – Alberta z Potockich i jej mąż Paweł. W 1927 roku po parcelacji Majkowice wydzielono jako folwark i sprzedano Czaińskim.

## Architektura
Renesansowy dwór wybudowany został z kamienia i cegły na 2 metrowych fundamentach w odległości 1 km od Pilicy. Obiekt składał się z domu mieszkalnego zbudowanego na planie nieregularnego prostokąta o wymiarach 15,5 × 13,5 m, zaopatrzonego w dwa ryzality: północny mieszczący klatkę schodową oraz zbudowany później wschodni ryzalit z bramą.
Od północnego zachodu do głównego budynku dostawiono liczącą trzy kondygnacje narożną basztę mieszkalną o zmiennym przekroju. Baszta zachowała renesansowe elementy kamieniarskie (opaski okien, otwory strzelnicze). W przyziemiu baszta miała plan koła, wyżej ośmiokąta, a w najwyższej kondygnacji miała plan czworoboku. Zachowały się w niej ślady kominka. W dolnej i środkowej kondygnacji baszty zachowały się strzelnice kluczowe. Tynki zamku były przypuszczalnie pokryte ozdobnym sgraffitto.
Do czasów obecnych najlepiej zachowała się baszta, pierwotnie zapewne równa wysokością z pozostałymi, nieistniejącymi zabudowaniami.

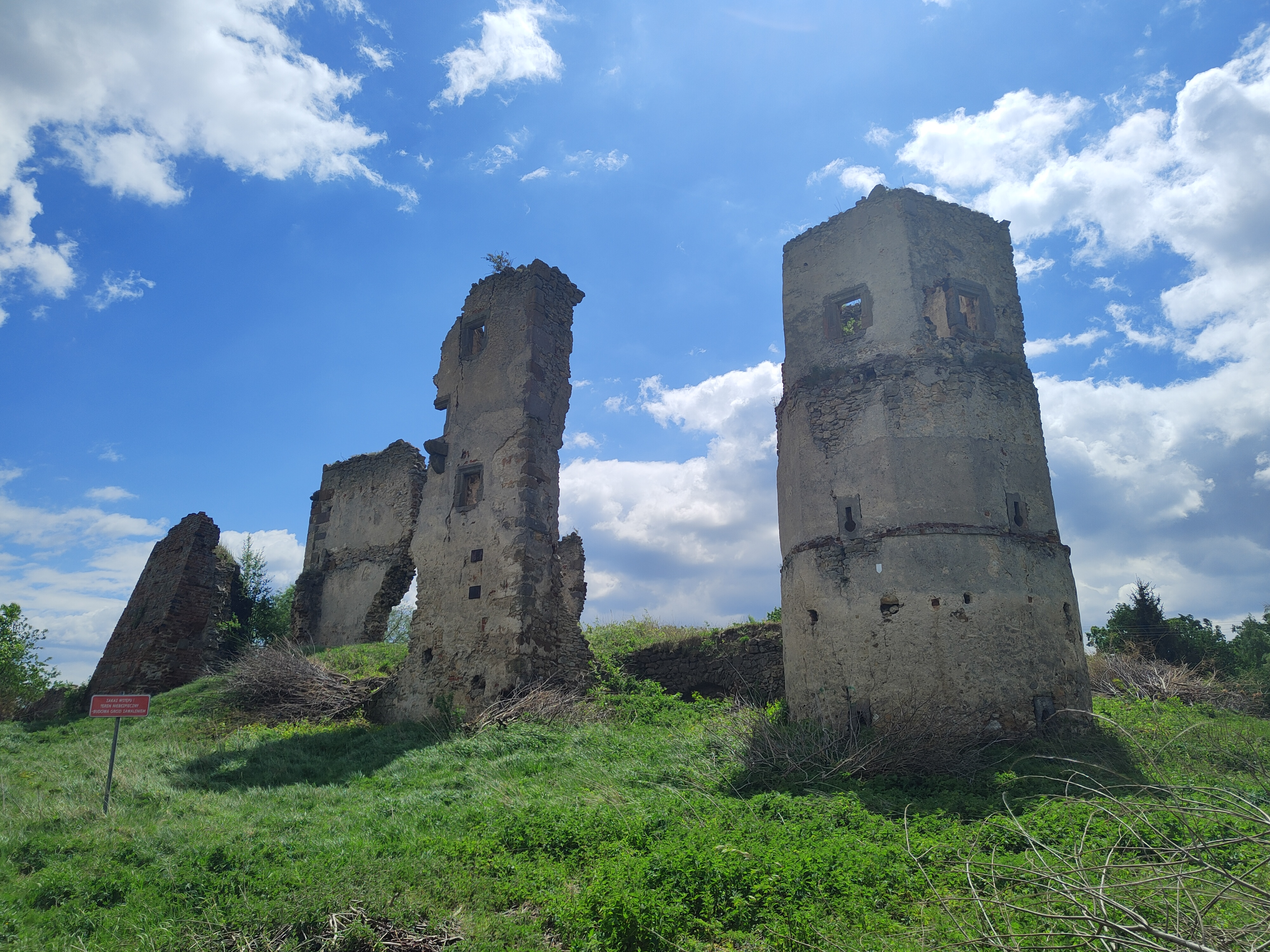
Ruiny zamku. Po prawej narożna baszta.
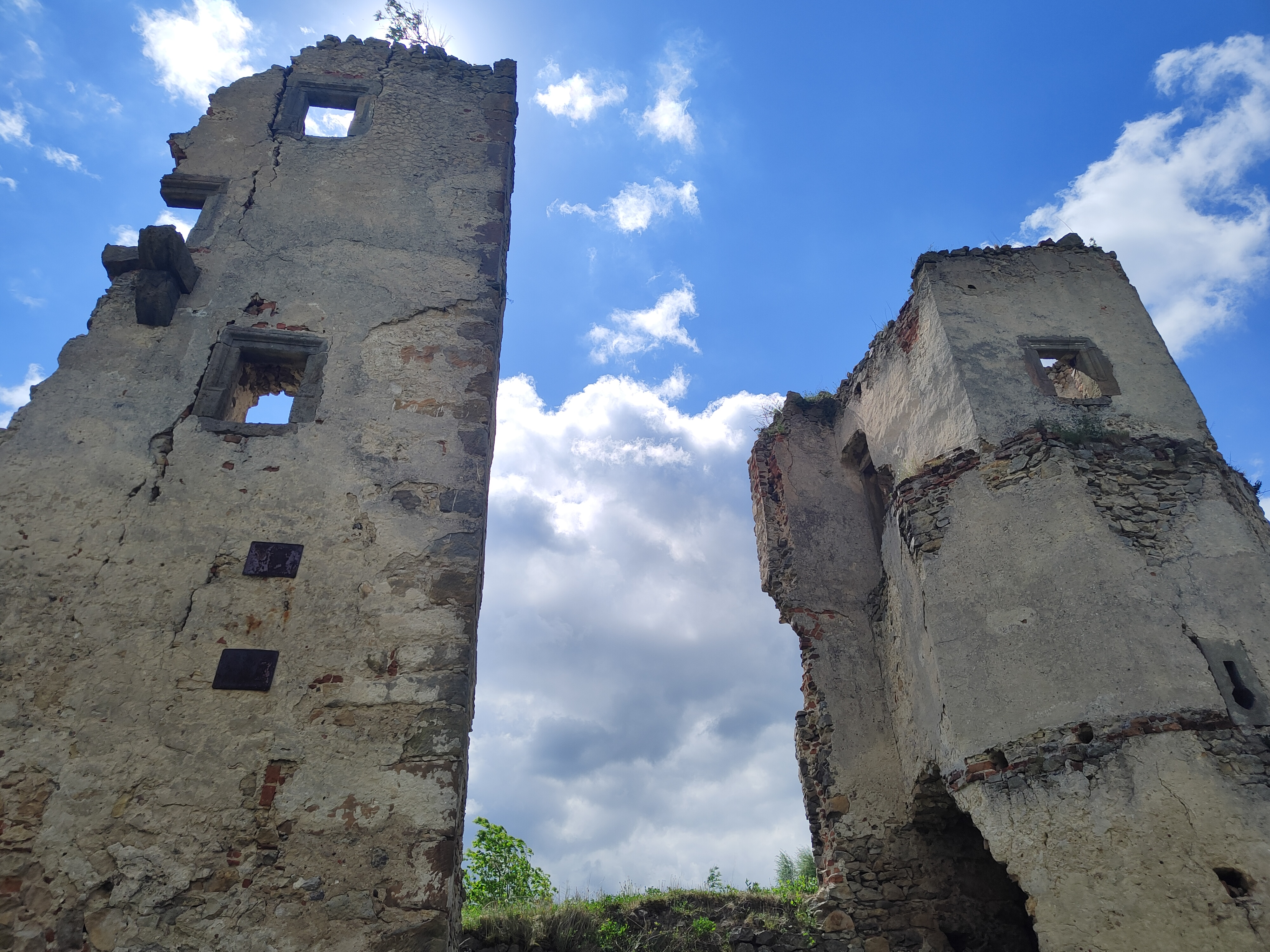
Ruiny zamku w Majkowicach. Po lewej ryzalit z klatką schodową, po prawej baszta.
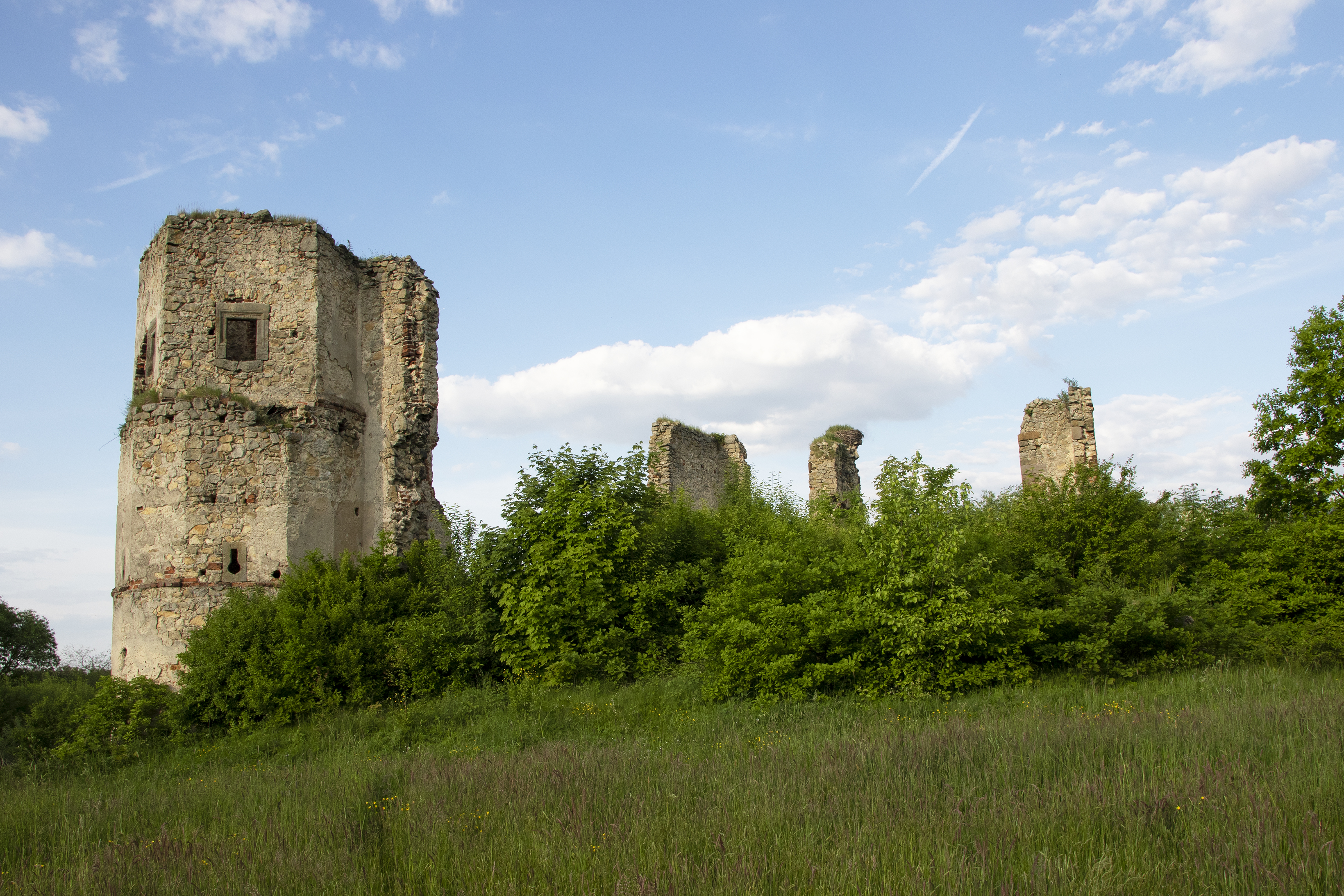
Ruiny zamku. Po lewej baszta narożna.